# Kampagnen mod Atomvåben
Kampagnen mod Atomvåben, dannet i juli 1960, var en dansk græsrodsbevægelse, der havde til formål at stoppe atomoprustningen i såvel Vest- som Østblokken og holde Danmark frit for atomvåben. Baggrunden for organiseringen af Kampagnen mod Atomvåben var såvel inspiration fra den tilsvarende britiske Campaign for Nuclear Disarmament (CND) samt tilbagevendende danske diskussioner om, hvorvidt det hjemlige forsvar skulle udstyres med atomvåben.
Hovedinitiativtageren til Kampagnen mod Atomvåben var forfatteren og højskolelæreren Carl Scharnberg, som havde deltaget i CND's aktiviteter i Storbritannien. Andre betydningsfulde kræfter var dog også organisationen Aldrig Mere Krig og en række kendte personer som P.V. Glob, Halfdan Rasmussen, Jørgen Dich, Martin Ottesen, Erik Knudsen, Svend Haugaard og Tage Hind, der sammen udsendte en pressemeddelelse om dannelsen af kampagnen og dens formål i foråret 1960. Kampagnen var erklæret tværpolitisk, men havde tætte kontakter til aktører i partierne Socialistisk Folkeparti og Radikale Venstre.
Kampagnen mod Atomvåbens aktiviteter toppede i perioden fra 1961-1963. Efter stormagternes underskrivelse af den såkaldte prøvestopaftale i 1963 reduceredes kampagnens virke imidlertid, og den havde sin sidste aktion i 1964. Kampagnen mod Atomvåben opløstes i 1967, hvorefter mange af dens hidtidige aktivister fortsatte deres aktiviteter i Vietnam-bevægelsen.

## Marcher
Kampagnen mod Atomvåben fik stor folkelig opbakning med atommarcherne, de såkaldte Påskemarcher, som kunne samle op til 30.000 deltagere.[kilde mangler]
Starten på første march fandt sted den 21. oktober 1960. Mellem 500 og 1000 mennesker samledes i Holbæk og gik til Roskilde. Dagen efter til Tune, og på den tredje dag gik protesttoget fra Tune til Rådhuspladsen i København. Deltagerantallet var nu vokset til 5000 mennesker. Formålet med marchen var at demonstrere mod atomoprustning i både Øst og i Vest. 

### Datoer
- 21. oktober til 23. oktober 1960 1. atommarch Holbæk – København
- 31. marts til 3. april 1961 2. atommarch Holbæk – København
- 20. april til 22. april 1962 3. atommarch Holbæk – København
- 11. marts til 13. marts 1963 4. atommarch til grænsen Danmark-Vesttyskland

I 1980'erne blev påskemarcherne genoptaget efter NATO's dobbeltbeslutning.

## Atomkampagnens forudsætninger

### Fredsforeninger
Kampagnen voksede ud af og hentede støtte fra forskellige fredsforeninger, der ikke i sig selv havde stor gennemslagskraft i den offentlige opinion. Disse foreninger repræsenteredes af enkeltpersoner som tilsammen kunne skabe et netværk med mødeaktiviteter og udgivelse af blade, hvilket skabte en egentlig dansk protestbevægelse mod atomoprustningen.
Den vigtigste forening var pacifistorganisationen Aldrig Mere Krig (AMK), som Carl Scharnberg var aktivt engageret i. Af andre organisationer og foreninger kan nævnes, Kristeligt Fredsforbund, Komiteen til oplysning om Atomfaren, Danmarks Demokratiske Kvindeforbund og Vennernes Samfund (de danske kvækere), som alle aktivt arbejdede for at begrænse atomvåbenes betydning og konsekvenser. Sammen gik de direkte ind i arbejdet for at skabe Atomkampagnens første store projekt – atomprotestmarchen fra Holbæk til København 21-23 oktober 1960.

### Den kolde krig
Internationalt var 50’erne præget af den kolde krig og den omfattende politiske og militære spænding mellem supermagterne USA og Sovjetunionen. Med dannelsen af NATO i 1949 og det østlige modstykke Warszawapagten i 1955 var der grundlagt to militære blokke, som stod overfor hinanden i et klima af kaprustning, magtdemonstrationer og uforsonlighed.
Kaprustningen startede imidlertid allerede i 1949, da Sovjetunionen foretog sin første atomprøvesprængning, hvorfor den internationale og militære situation op igennem 50’erne måtte opfattes som yderst faretruende for menneskeheden. Ikke en nedrustningsaftale blev indgået i 50’erne på trods af utallige FN initiativer og endeløse forhandlinger.
Tværtimod blev spredningen af atomvåben til flere lande (Storbritannien – 1952 og Frankrig – 1960), samt faren for radioaktivt nedfald, nogle af de nye trusler.
Derudover fulgte den ene politiske krise efter den anden og kulminationen blev nedskydningen af det amerikanske U2 spionfly over Sovjetunionen i 1960, Berlinkrisen og opførslen af Muren i august 1961 og Cubakrisen i oktober 1962.

### Protestbevægelser
Denne truende udvikling var baggrunden for fremkomsten af en ny type protestbevægelse i 50’ernes højtudviklede vestlige lande. Den direkte anledning var, at et japansk fiskerfartøj blev bestrålet efter en amerikansk atomprøvesprængning på Bikini-atollen i marts 1954, hvorefter besætningsmedlemmerne enten døde eller blev hårdt medtagede. Dette medførte at atomkampagner gjorde sig gældende i følgende lande: Irland, Frankrig, Storbritannien, Italien, Grækenland, Østrig, Sweitz, Vesttyskland, Holland, Belgien, Danmark, Norge, Sverige, Finland, Canada, USA, Australien og New Zealand. De havde på en række punkter ligheder, f.eks. med hensyn til program, aktionsformer og struktur og de var i opposition til deres respektive regeringer. Et væsentligt træk var at de både kritiserede øst og vest og dermed ikke valgte side i konflikten. Det danske forbillede var den britiske "Campaign for Nuclear Disarmament", som startede de famøse Aldermaston-protestmarcher.
Allerede i 1959 førte fællestrækkene til oprettelsen af et internationalt organ, nemlig "The European Federation against Nuclear Arms".
Den danske bevægelses baggrund skal også findes i den førte danske politik fra 1949, med medlemskabet af NATO. Danmark havde bundet sig til den første militær-politiske blokdannelse og det var i forlængelse heraf af spørgsmålet atomvåben på dansk jord blev aktuelt i 1957. Danmark blev tilbudt at opstille kortrækkende taktiske raketter, som kunne affyres både med og uden atomladninger. De skulle opstilles i Jylland og ved Holbæk på sjælland og rundt om København.

## Atomkampagnens udvikling
Atomkampagnens udvikling kan groft opdeles i to perioder
1. en konstituerings- og udviklingsperiode, som strækker sig fra sommeren 1960 til og med indsatsen i forbindelse med valgkampen i 1964. Perioden er præget af store demonstrationer, massedistribution af oplysningsmaterialer, som havde til formål at slå kampagnens navn fast i offentligheden. Karakteristisk for perioden, er det at disse tiltag fremtvang udenrigs- og atompolitiske diskussioner mellem de ledende politiske kredse og befolkningen.
2. ”den stille døds” tid fra efteråret 1964 til den sidste materialeudsending i marts 1967. Arbejdet var lagt an på oplysningsarbejde i form af studiekredse og uddeling af pjecer om nedrustningsforslag og sikkerhedspolitiske problemer. Demonstrationerne var henlagt til Vesttyskland og atommarcherne der, men karakteristisk er det at atomkampagnens budskab var rykket udenfor de politiske diskussioner i takt med at den kolde krig blev erstattet af dialog og begyndende afspænding. Derfor besluttede man i slutningen af 1966 at opløse organisationen, da nye temaer trængte sig på, se Vietnambevægelsen.[9]

### Konstituerings- og udviklingsperioden
Carl Scharnberg deltog i 1960, som repræsentant for AMK, i den britiske atommarch fra atomforsøgsstationen Aldermaston til London. Op mod 100.000 deltog og Scharnberg blev så begejstret for græsrodstanken og den massive protest mod atomvåben, at han skrev "Ban the Bomb, Ban the Bomb"-reportagen ved hjemkomsten og sendte den til dagblade og tidsskrifter. Han mente at det var det rette klima at starte en ny organisation, hvis hovedmål var at bekæmpe atomfaren i dens mange aspekter. Opmærksomheden omkring det radioaktive nedfald kom til at danne baggrund for et af kampagnens hovedkrav, nemlig bedre oplysning fra de danske myndigheder.
Den formelle stiftelse af Kampagnen mod Atomvåben fandt sted i juli 1960 og blev underskrevet af bl.a. professorerne P.V. Glob, Jørgen Dich og Martin Ottesen, digterne Halfdan Rasmussen og Erik Knudsen, højskolefolkene Svend Haugaard, Tage Hind og Scharnberg selv.

### Kampagnens mål
Målet var aktivering af den danske befolkning til kamp mod atomoprustning og international spænding. I pjecen ”Nu er det alvor”, hedder det:
Netop fordi vi er demokrater, har vi pligt til at protestere (…) Spørg os ikke, hvorfor vi starter en ”Kampagne mod Atomvåben”. Det er vor pligt at gøre det. For vor egen skyld. For vore børns skyld. Kun en aktiv folkestemning kan fremkalde reaktioner. Hver enkelt kan hjælpe. Hver enkelt kan svigte.

### Krav
Grundlaget for fremtidige aktiviteter blev formuleret som følgende krav til de danske myndigheder og var formuleret så alle atomvåbenmodstandere kunne gå ind for dem:
1. Der må ikke findes kernevåben på dansk område.
2. Befolkningen må have klar besked om mængden og følgerne af radioaktivt nedfald.
3. Den danske regering må gennem sin politik gøre sit til at sikre, at Danmark ikke bliver atombombemål.
4. Danmarks regering må på internationalt plan aktivt arbejde for forbud mod enhver form for anvendelse af kernevåben.[12]

### Midler
Midlet til befolkningens opvågnen skulle være traditionelle og utraditionelle aktioner og udgivelser. Den første var atommarchen Holbæk-København d. 21-23/10 1960. Ruten blev valgt fordi man således kom forbi Honest-John batteriet ved Holbæk og Nike-Hercules batteriet ved Tune.

### Mediernes reaktion
Atomkampagnens stiftelse og første aktion blev i vid udstrækning forsøgt fortiet eller affærdiget som ”kommunistisk”, men kampagnen havde fået mediernes bevågenhed og der var slået hul i tavsheden omkring spørgsmålet om atomvåben. Kampagnen havde bevist sin levedygtighed og invitationerne strømmede ind fra hele landet. Kampagnefolkene deltog i foredrag, diskussioner, man rejste rundt med udstillinger, hede debatter førtes på kroniksiderne og nye aktiviteter kom i gang.